# António Augusto de Oliveira Azevedo

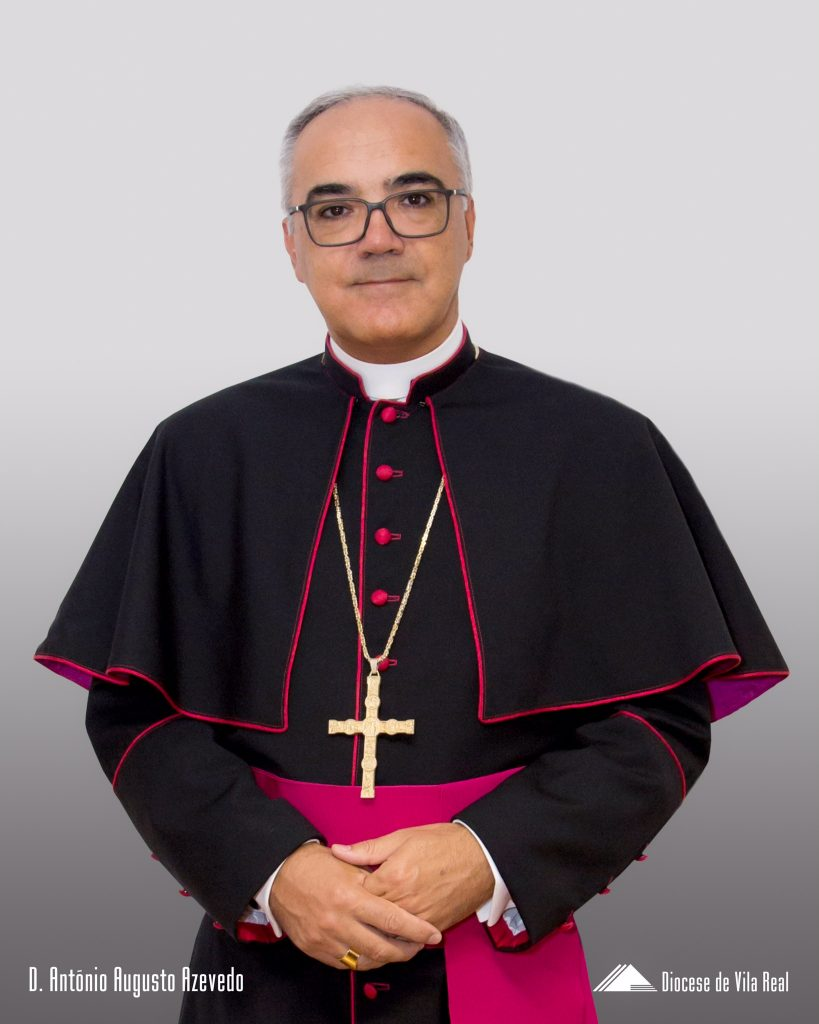
António Augusto de Oliveira Azevedo (2019)

Wappen von António Augusto de Oliveira Azevedo als Weihbischof

António Augusto de Oliveira Azevedo (* 14. Juni 1962 in São Pedro de Avioso, Portugal) ist ein portugiesischer Geistlicher und römisch-katholischer Bischof von Vila Real.

## Leben
António Augusto de Oliveira Azevedo empfing am 13. Juli 1986 das Sakrament der Priesterweihe für das Bistum Porto.
Am 9. Januar 2016 ernannte ihn Papst Franziskus zum Titularbischof von Cemerinianus und zum Weihbischof in Porto. Die Bischofsweihe empfing er am 19. März desselben Jahres durch den Bischof von Porto, António Francisco dos Santos. Mitkonsekratoren waren António Augusto dos Santos Marto, Bischof von Leiria-Fátima, und António Maria Bessa Taipa, Titularbischof von Tabbora und Weihbischof in Porto.
Am 11. Mai 2019 ernannte ihn Papst Franziskus zum Bischof von Vila Real. Am 30. Juni wurde er dort in sein neues Amt eingeführt.